# Тушпа
Тушпа́ (урарт. URUṭu-uš-pa, арм. Տուշպա, тур. Tuşpa) — древний город, столица государства Урарту периода его расцвета. Тушпа располагалась на берегу озера Ван, на западной окраине современного города Ван в Турции. Главным элементом архитектуры Тушпы служила Ванская скала — место резиденции урартских царей. Во времена правления царя Русы II (685 — ?639 годы до н. э.) столица Урарту была перенесена из Тушпы в новую расположенную неподалёку крепость Русахинили, а Тушпа оставалась урартским городом до начала VI века до н. э., когда была разрушена мидийцами.

## История изучения
Первые исследования Ванской скалы были произведены молодым французским учёным Эдуардом Шульцем в начале XIX века. Шульц был откомандирован в Ван французскими коллегами для исследования сообщения средневекового армянского историка Мовсеса Хоренаци об участии ассирийской царицы Семирамиды в постройке города на берегу озера Ван. Таким образом, Шульц считал, что Тушпа и Ванская скала, в частности, относится к памятникам ассирийской культуры. Шульц сделал зарисовки скалы и клинописных надписей, которые он обнаружил, и хотя сам учёный был убит курдами в 1829 году, материалы его работы к 1840 году попали во Францию и были опубликованы. В частности, Шульц сделал копию т. н. Хорхорской летописи урартского царя Аргишти I — одного из главных документов по истории Урарту, высеченного на западной части Ванской скалы, которая впоследствии в начале XX века (во время боёв Первой мировой войны) была сильно повреждена пушечными снарядами.
После того как выяснилось, что надписи, скопированные Шульцем, выполнены не на ассирийском языке, возникло новое предположение, о том, что надписи выполнены на армянском языке. Это предположение также не имело успеха, и к концу XIX века в исторической науке укрепилось понимание того, что Тушпа является городом неизвестной ранее цивилизации — урартийской. В конце XIX века в Тушпе проводила раскопки небольшая экспедиция Британского музея и экспедиции из Германии. Ценные находки, сделанные во время работы этих экспедиций, украсили Британский и Берлинский музеи, по результатам работ был опубликован многотомный труд Леманна-Гаупта.

В 1915—1916 годах, в период, когда Ван был занят войсками Российской империи, раскопки в Тушпе осуществляла археологическая экспедиция Русского археологического общества под руководством академиков И. А. Орбели и Н. Я. Марра. Эта экспедиция откопала летопись Сардури II — ещё один важнейший документ для изучения истории Урарту, погребённую в нишах северо-восточного склона Ванской скалы.

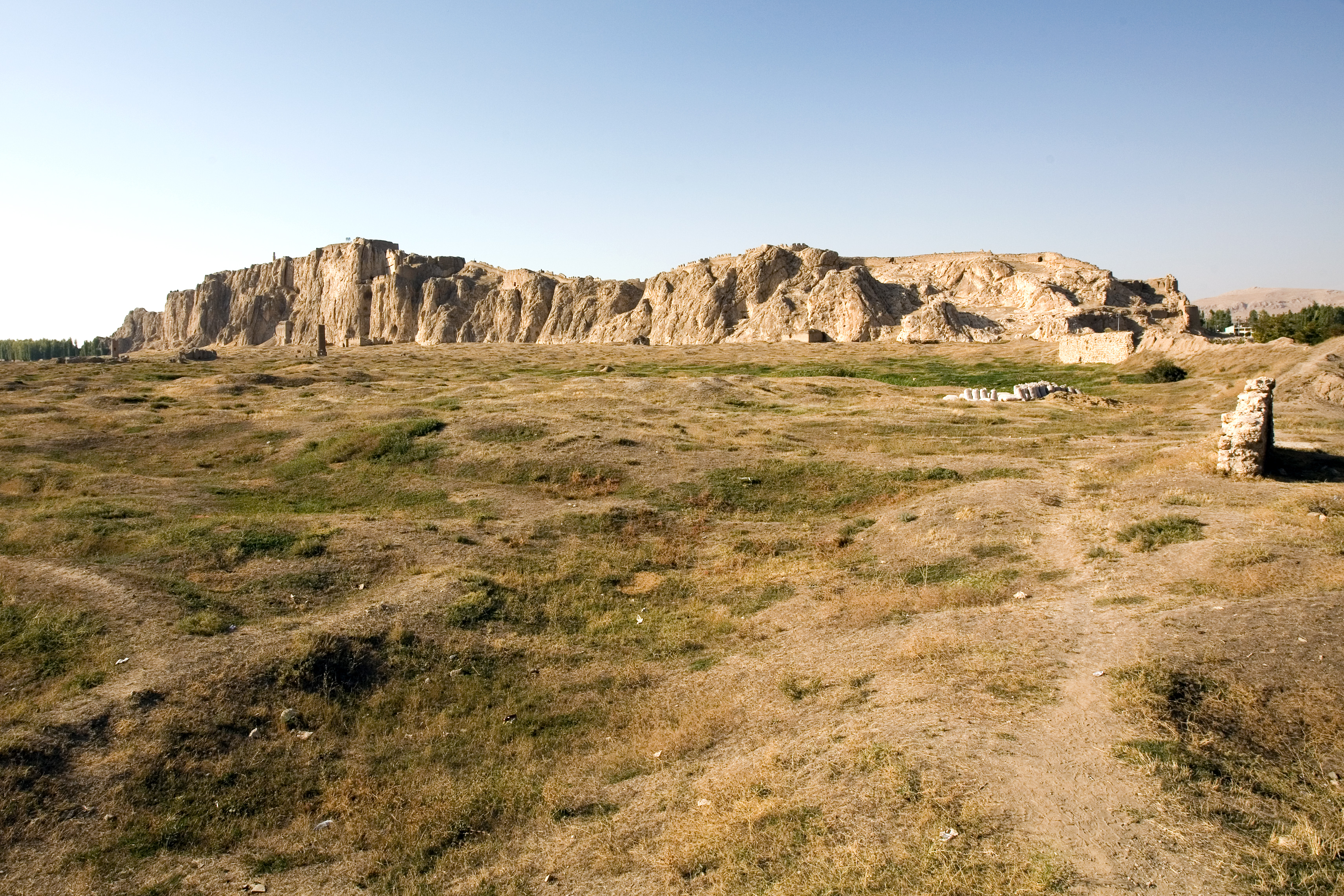
Территория, в древности занимаемая Тушпой, на фоне Ванской скалы
Тушпа на карте Урарту на фоне современных государств
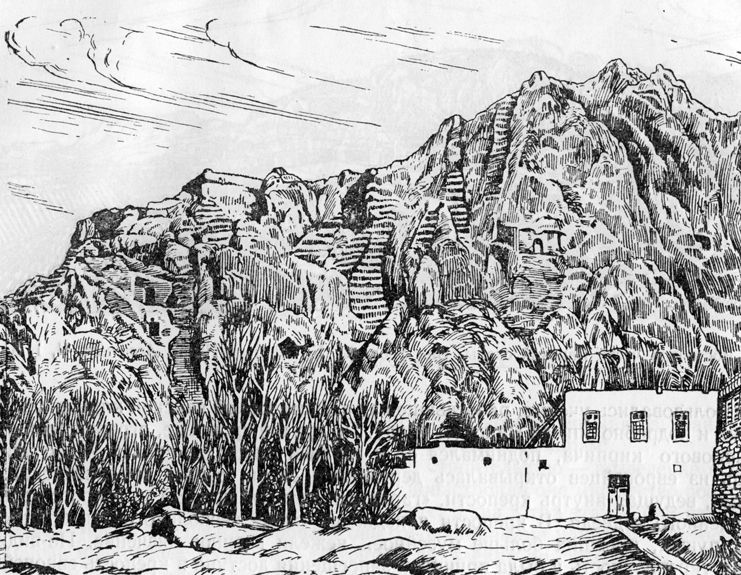
Зарисовка Ванской скалы первыми археологами Урарту, конец XIX века

|                               |                                                                                                |  |                                          |  |                                                                  |
| Вид с Ванской скалы, 1916 год | Раскопки на северо-восточном склоне Ванской скалы при участии солдат армии Российской империи. |  | Летопись Сардури II, обнаруженная в нише |  | Работы по поворачиванию летописи Сардури II для фотографирования |

Со времени работы экспедиции Русского археологического общества никаких масштабных раскопок в Тушпе больше не проводилось. Небольшие разведывательные работы были проведены английской экспедицией в 1948 году. Тем временем городище Тушпы сильно пострадало от регулярных незаконных раскопок.
В течение долгого времени учёные предполагали, что столицу из Тушпы в Русахинили перенёс Руса I, что, как предполагалось, было обусловлено разрушениями, которые учинила ассирийская армия во время похода Тиглатпаласара III в 735 году до н. э. против Сардури II. Однако после того, как были проведены раскопки урартских крепостей в Западном Азербайджане и были обнаружены новые урартские клинописные документы, стало ясно, что перенос столицы в Русахинили произошёл значительно позже, и его осуществил Руса II.

## История города

### Период становления
Первые свидетельства того, что Тушпа стала одним из центров Урарту, относятся ко времени правления царя Сардури I, то есть ко времени образования урартской царской династии. Камни с надписями Сардури I были обнаружены у западного подножья Ванской скалы. Урартская государственность претерпела становление в условиях постоянного конфликта с соседней Ассирией, и до времени правления царя Сардури I и его сына царя Ишпуини урартская армия была недостаточно сильна, чтобы отражать набеги ассирийцев на центральную часть страны: многие урартские крепости у озера Ван были разрушены ассирийцами в предшествующие годы. Постепенно, тем не менее, с помощью всё более качественных железных инструментов урарты усовершенствовали технологию постройки крепостных сооружений и, соорудив сеть крепостей на Армянском нагорье, предотвратили лёгкий доступ ассирийцев в центральную часть Урарту. После этого урартские цари получили возможность развивать хозяйство и заниматься благоустройством своей страны.
Выбор места для центра урартского государства был обусловлен такими причинами: во-первых, именно побережье Вана привлекательно тем, что озеро смягчает зимний резко континентальный климат Армянского нагорья, где температура зимой может опускаться до −40 °C; во-вторых, скала на берегу озера послужила естественным укреплением; в-третьих, с Ванской скалой, по-видимому, был связан культ бога Шивини, религиозным центром которого по некоторым предположением и являлась Тушпа.

### Период расцвета

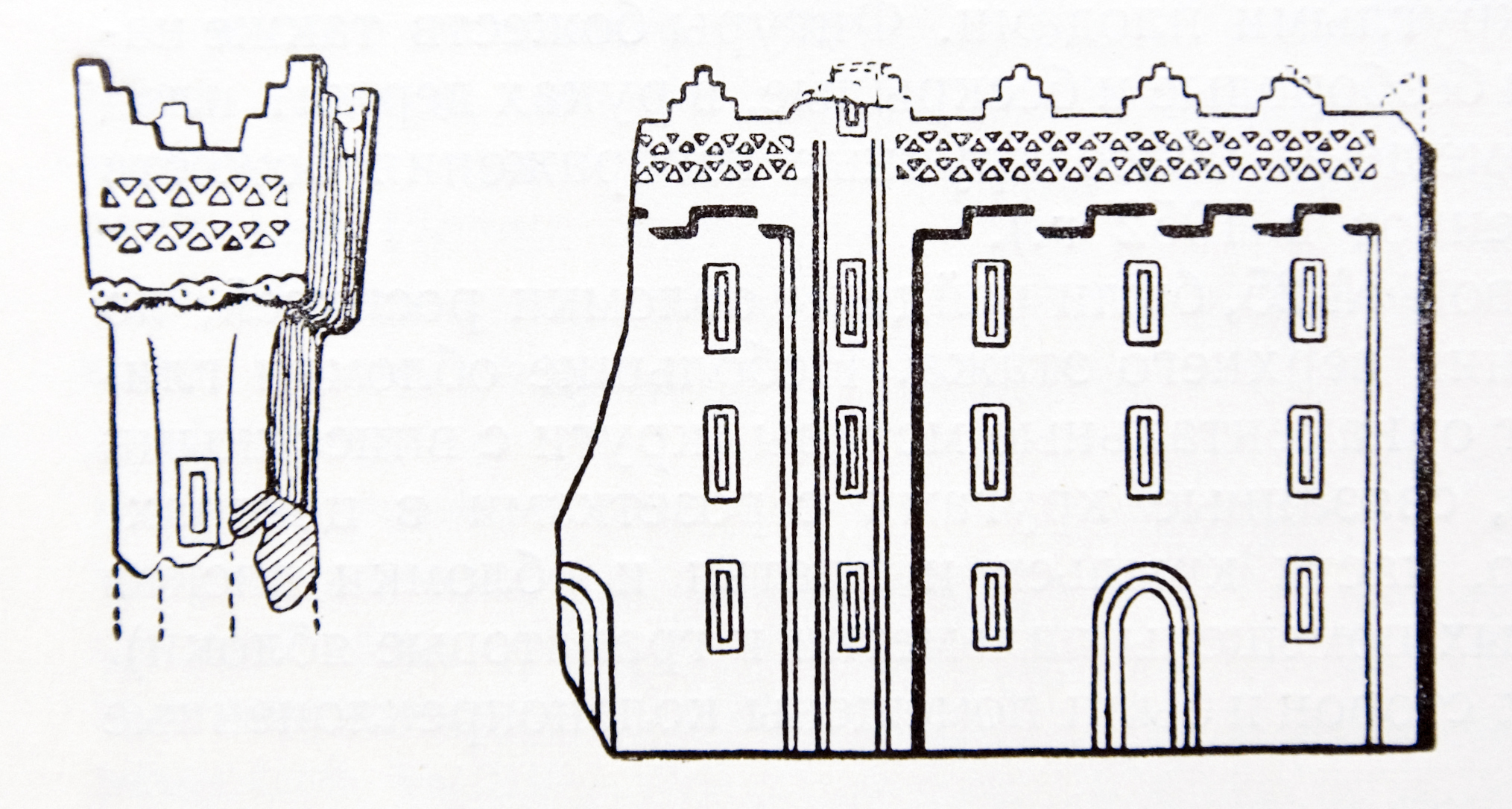
Зарисовка фрагментов сооружений в Тушпе по урартскому бронзовому изделию, Британский музей

Со времени правления Ишпуини Тушпа уже определённо являлась столицей Урарту. С этого момента в титулатуре урартских царей регулярно используется формула «Царь могучий, царь страны Биайна, правитель города Тушпы». При Ишпуини и его сыне Менуа происходит интенсивная застройка Тушпы. Религиозная реформа, осуществлённая Ишпуини, способствует строительству на Ванской скале храмов урартских богов, включая верховного урартского бога Халди. Происходит обустройство Ванской скалы: внутри неё высекаются помещения, вероятно использовавшиеся как царские палаты. Между различными уровнями скалы сооружаются лестницы. В тех местах, где на скалу было легче взобраться, сооружаются крепостные стены, обустраиваются парадные ворота. Постройки на Ванской скале сооружались в несколько уровней, внешние стены и высеченные в скале помещения расписывались яркими красками с преобладанием красного и голубого цветов. Мовсес Хоренаци упоминает роскошные здания в три этажа, построенные урартами в период правления царя Менуа.
Кроме этого, Менуа в целях обеспечения Тушпы достаточным количеством пресной воды для орошения окрестных территорий строит семидесятикилометровый водный Канал Менуа. (Озеро Ван — солёное, и для орошения его вода непригодна.) Это грандиозное сооружение местами с кладкой высотой до 15 метров, с навесным водным мостом через реку Хошаб действует до наших дней, без перебоев в течение 2800 лет, снабжая пресной водой районы современного города Ван. Единственная реконструкция канала в современный период была произведена в 1950 году, когда отдельные стены водоводов были укреплены железобетонными конструкциями. Подача воды в канале зависит от времени года и составляет от 2 до 5 кубометров воды в секунду. Учёные считают, что инженерные характеристики этого канала не уступают современным гидротехническим сооружениям.
Через несколько столетий после падения Урарту молва будет приписывать строительство канала и других построек легендарной Семирамиде (Шамирам), а имя Менуа будет забыто. Историки полагают, что легенда возникла в связи с тем, что Семирамида правила одновременно с Менуа, и её большая известность со временем превратила «канал Менуа» в «канал времен Шамирам», а потом просто в «канал Шамирам», хотя истинным строителем канала был Менуа.
|  | Перевод надписи на одном из камней: Могуществом бога Халди Менуа, сын Ишпуини, этот канал провёл. «Канал Менуа» — имя его. Величием бога Халди Менуа, царь могущественный, царь великий, царь страны Биаинили, правитель Тушпа-города. Менуа говорит: Кто эту надпись уничтожит, кто её разобьёт, кто кого-нибудь заставит совершить эти дела, кто другой скажет: Я этот канал провёл, пусть уничтожат боги Халди, Тейшеба, Шивини, все его боги под солнцем . |

При следующих царях Аргишти I и Сардури II Урарту достигает расцвета: контролируемая из Тушпы территория резко увеличивается и эти цари в основном уже были озабочены устройством хозяйства и государственным строительством в других частях страны. И Аргишти I, и Сардури II высекли на Ванской скале, по разные её стороны, свои летописи — два самых крупных урартских клинописных документа, дошедших до наших дней.

### Поражение Сардури II
К концу правления Сардури II баланс сил между Ассирией и Урарту вновь изменился. В 735 году до н. э. состоялось решающее сражение между ассирийской армией и урартской армией на западном берегу Евфрата. Ассирийцы разбили урартскую армию и захватили большое число пленных и различные трофеи. Сардури II, который командовал урартской армией, бежал с поля битвы в Тушпу, а Тиглатпаласар III, царь Ассирии и главнокомандующий ассирийской армии того периода, продолжил военный поход вглубь Урарту. Ассирийская летопись сообщает:

Сардури урарта в Турушпе, его главном городе, я запер, большое побоище устроил перед городскими воротами, изображение моего величества установил я напротив города. 60 мер пути по обширной стране Урарту сверху донизу победоносно я прошёл и не встретил соперника. Страны Уллуба и Хабху, расположенные у подножья горы Нал, я завоевал целиком и включил в границы Ассирии.

Крупное поражение от ассирийцев повергло Урарту в хаос, многие области немедленно восстали против центральной власти Тушпы. В жизни государства Урарту наступил спад. Окрестности Тушпы, возможно включая её городские кварталы, пострадали от ассирийской армии, однако сама цитадель осталась нетронутой.

### Тушпа в 735—675 гг. до н. э.
В период правления царей Русы I и Аргишти II Тушпа продолжала оставаться неприступной столицей Урартского государства. После поражения Сардури II военное противостояние между Урарту и Ассирией продолжало складываться в пользу Ассирии. В 714 году до н. э. ассирийский царь Саргон II нанёс серьёзное поражение армии Русы I, захватив города Улху и Мусасир на юге Урарту. Разбив урартскую армию в районе Улху, Саргон II получил возможность продвинуться вглубь страны вплоть до озера Ван, однако даже он не решился приближаться к Тушпе, проанализировав разведывательные донесения о состоянии укреплений в районе урартской столицы.
Следующий урартский царь, Аргишти II, избегал противостояния с Ассирией и перенаправил урартские захватнические походы с юга и юго-востока, где интересы Урарту пересекались с интересами Ассирии, на восток. Он укрепил славу урартской столицы и урартского оружия, продвинувшись дальше на восток, чем любой другой урартский царь.

### Перенос столицы в Русахинили
В 685 году до н. э. на престол в Урарту вступил Руса II, который сосредоточился на капитальном строительстве. При Русе II было построено свыше десяти урартских городов, включая Тейшебаини. К периоду правления Русы II Ванская скала была уже полностью застроена, новые постройки не возводились на ней со времён Русы I, и Руса II решил перенести столицу из Тушпы в отстроенную им крепость Русахинили, расположенную в нескольких километрах к востоку от Тушпы. После переноса столицы в Русахинили Тушпа продолжила существование как крепость и городское поселение, хотя уже без былого величия.

### Послеурартское время

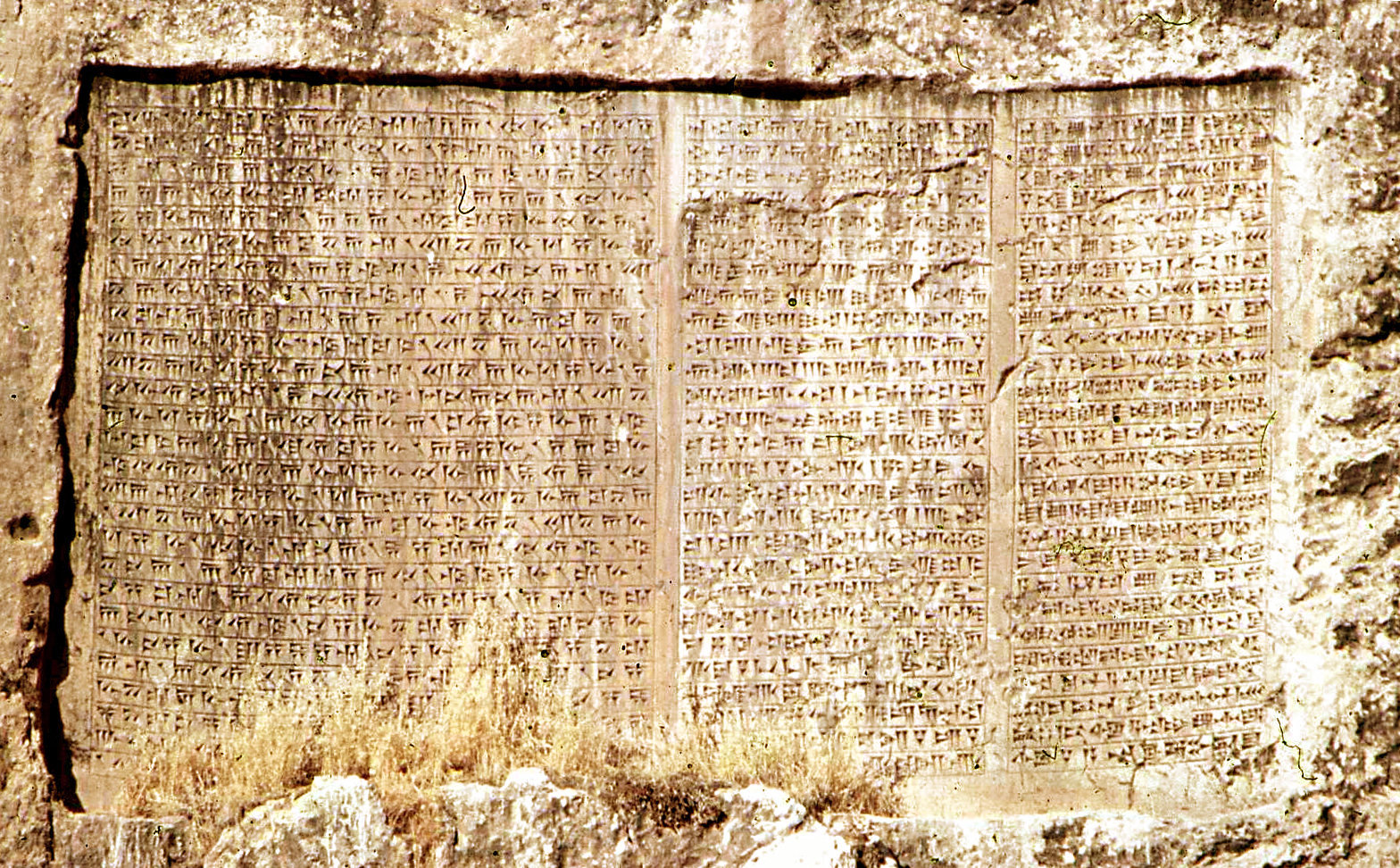
Надпись Ксеркса I на Ванской скале

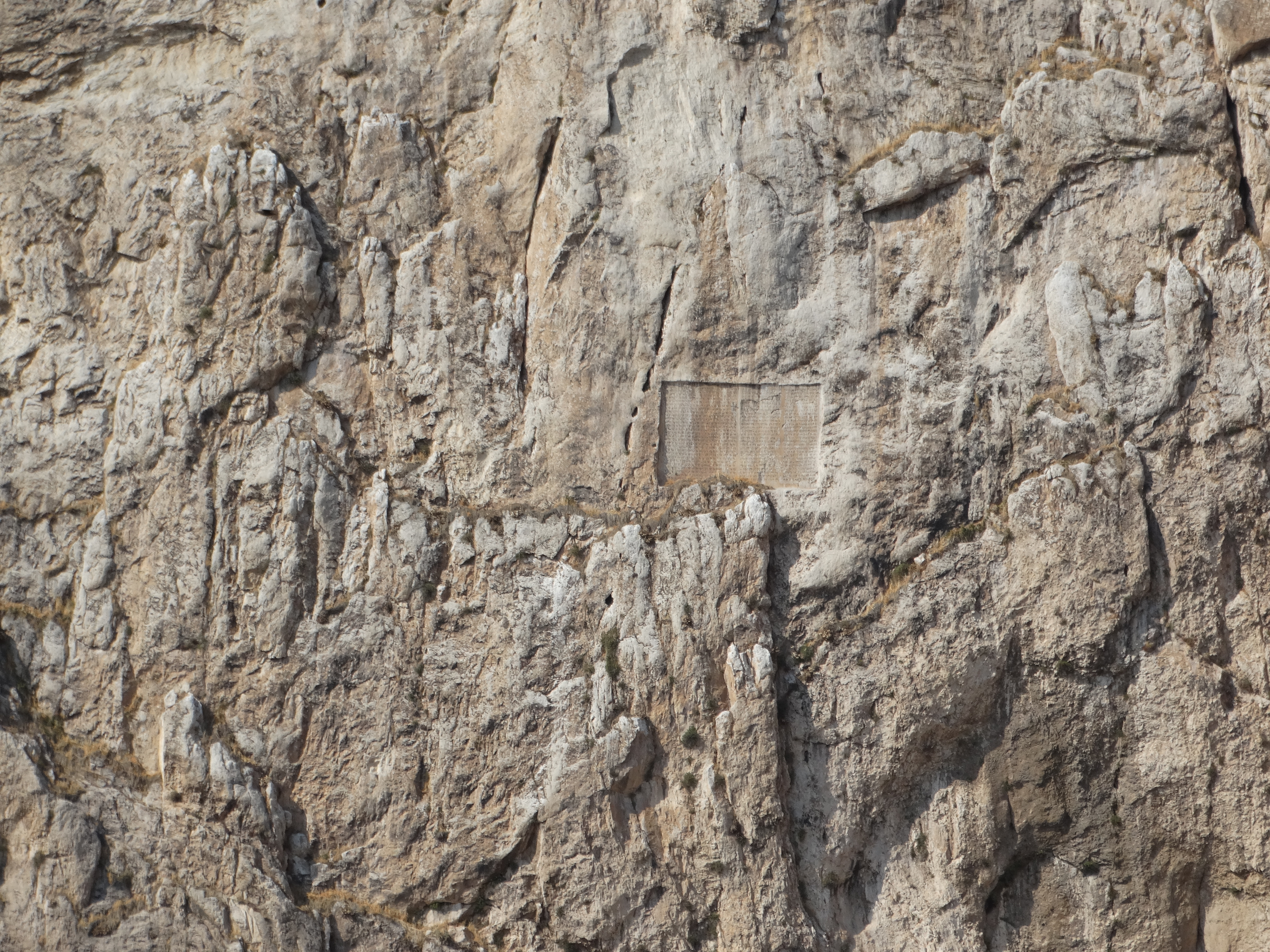
Общий вид скалы,на которой выбита надпись

Крепость на Ванской скале, вероятно, была захвачена и разрушена мидийцами в самом начале VI века до н. э.. Впоследствии, после дезинтеграции Урарту, Ванская скала, вероятно, использовалась Ахеменидами (на южном склоне скалы сохранилась клинописная надпись царя Ксеркса), а впоследствии также армянами и Османской империей, при которой Ванская скала активно использовалась в качестве крепости. В этот период на ней были выстроены крепостные стены с бойницами, мечеть, школа и казармы, а царские гробницы в нижних пещерах использовались в качестве тюрьмы. В последний раз крепость участвовала в боевых действиях Первой мировой войны, когда была серьёзно повреждена в результате пушечного обстрела. На вершине скалы во многих местах сохранилась более поздняя кирпичная кладка крепостных времён Османской империи, хотя большинство сооружений этого периода обрушились. После падения Урарту слово «Тушпа» сохранилось в армянском названии области, прилегающей к озеру Ван и самого озера — «Тосп» (арм. Տոսպ, Տոսպա ծով), «Топитис» в греческой передаче (др.-греч. Θωπι̂τιν у некоторых античных авторов, включая Страбона), а затем забылось до тех пор, пока в конце XIX — начале XX века не удалось прочитать ассирийские и урартские клинописные тексты.

## Устройство города
Центральным объектом города была Ванская скала — цитадель и резиденция урартских царей. В непосредственной близости от неё располагались другие несохранившиеся городские постройки, камни которых были использованы впоследствии окрестными жителями в качестве строительного материала. В непосредственной близости от Тушпы располагались царские виноградники. В период своего расцвета Тушпа представляла собой цветущий город. Каналы, проложенные урартами, орошали берега Вана в этом районе значительно интенсивнее, чем происходит в настоящее время. Традиции садоводства и виноградарства сохранились на берегах озера только до начала XX века. Урарты, знаменитые своим виноделием в Древнем мире, регулярно выращивали большое количество винограда в основном в винодельческих целях. В дальнейшем вино продавалось другим странам, а также использовалось в религиозных церемониях.
У западного подножья Ванской скалы, ещё по-видимому во времена Сардури I, была сооружена крупная каменная пристань. Пристань имела 47 м в длину, 13 метров в ширину и возвышалась над уровнем озера Ван на 4 м. В настоящее время уровень воды в озере существенно изменился с урартских времён, и Ванская скала уже не находится в непосредственной близости от Вана, поэтому «пристань Сардури» оказалась в 4 км от берега.
На подступах к Тушпе на расстоянии около 10 километров от Ванской скалы также располагалось несколько опорных урартских крепостей монументальной кладки, построенных царём Менуа.

### Ванская скала
Ванская скала представляет собой естественное крутое возвышение горной породы длиной 1800 м, шириной 60 м, высотой 80 м, поэтому она была использована урартами для организации крепости. Скала сильно вытянута с востока на запад, её западная оконечность во времена Урарту выходила непосредственно к берегу озера Ван. Урарты оборудовали на скале хорошо укреплённую цитадель.
| | |
| Вид на Ванскую скалу со стороны озера Ван. В связи с тем, что западная часть скалы ниже центральной, на западной стороне была сооружена мощная крепостная башня. Слева от башни располагались главные ворота цитадели. | Вид на озеро Ван с середины Ванской скалы — с этой точки видели озеро урартские цари, когда выходили из своих апартаментов. Ручей, протекающий слева внизу — остатки неиспользуемой воды канала Менуа, стекающие в озеро. |

В крепости на Ванской скале было устроено несколько ворот: главные ворота («Хорхорские», у которых была высечена летопись царя Аргишти I), через которые в крепость могла заехать повозка, располагались с северо-западной стороны скалы; несколько других небольших ворот, расположенных в разных частях скалы, были предназначены только для пеших входящих, причём вошедшим в ворота необходимо было преодолеть серию крутых лестниц. Эти несколько небольших ворот, возможно, также использовались для оперативного вывода войска из крепости для контратаки в случае осады. Ворота с восточной стороны крепости, рядом с которыми была обнаружена летопись Сардури II, условно называются «Тавризскими».
| |                      |                                       |
| Южные ворота | Лестница южных ворот | Парадная лестница в царские помещения |
| Над южными воротами заметна поздняя кладка времён Османской империи: Ванская скала использовалась и в послеурартское время в качестве боевой крепости вплоть до Первой мировой войны |                      |                                       |

Площадка, где располагалась летопись Сардури II, также использовалась для крупных ритуальных жертвоприношений. Например, объём самого крупного жертвоприношения верховному урартскому богу Халди составлял 17 быков и 34 овцы, поэтому на площадке были оборудованы канавки для отвода жертвенной крови. В 60-е — 80-е годы XX века, когда Ванская скала была открыта для посещения, по этим канавкам, как с горки, часто съезжали туристы, руководствуясь местным поверьем, что такие поступки принесут счастье.
| | |
| Участок южного склона Ванской скалы Слева: вход в пещеры «Нафт-кую» — высеченные в скале помещения, вероятно, для царских нужд. Справа остатки одной из сторожевых башен урартской крепости, выше которой видны остатки поздней кирпичной кладки. | «Площадь» с летописью Сардури II, расположенная на северном склоне Ванской скалы, рядом с восточными («Тавризскими») воротами. Площадка была раскрыта в результате археологических раскопок Русского археологического общества в 1916 году. |

### Пещеры Ванской скалы
Для обустройства Ванской скалы урартские камнетёсы высекли внутри неё множество внутренних помещений различного предназначения, часть из которых была обнаружена ещё Эдуардом Шульцем. Эти помещения обычно называются «Ванскими пещерами», хотя, разумеется, имеют искусственное происхождение. Точное предназначение всех пещер неизвестно, однако точно установлено, что помещения, расположенные в нижней части скалы, использовались для царских захоронений. В самой дальней из нижних пещер был оборудован колумбарий — камера с 78 отверстиями для размещения в них погребальных урн с прахом, оставшимся после кремации. Верхние «пещеры» южного склона Ванской скалы — просторные комнаты с высокими потолками — носят дворцовый характер и сохранили следы росписи на стенах. Учёные считают их царскими палатами, что соотносится с сообщением Мовсеса Хоренаци, который, описывая строительство в Тушпе, указывал, что в «твёрдой скале были высечены различные дворцы, покои с почивальнями, казнохранилища», правда, вслед за народной традицией ошибочно приписывая эти постройки Семирамиде.

#### Царские помещения
|                                                                                           |                                                                             |                                                                                             |
| Вход в «царские помещения» (в литературе также «Хорхорские пещеры» или «Комнаты Аргишти») | Схема царских помещений (Схема Русского археологического общества, 1916 г.) | Парадный зал, выдолбленный в скале (Фотография Русского археологического общества, 1916 г.) |

## Нынешнее состояние Тушпы
В настоящее время памятники Тушпы находятся в Турецком Курдистане, политически нестабильном регионе Турции, где продолжается деятельность курдских сепаратистов. В связи с этим в регионе действует ряд постоянных опорных пунктов турецкой армии. Один из них в течение длительного времени располагался на Ванской скале. В настоящее время этот опорный пункт перенесён к подножью западной части скалы, а сама скала и близлежащая территория выделена под музей. Однако фактически условий для посещения памятника туристами не создано, памятник не охраняется, остатки урартских надписей часто подвергаются вандализму. В сохранности находятся лишь те урартские надписи и барельефы, которые были перевезены в Ванский музей.
|                                                                                       |                                            |
| Царские помещения, исписанные краской надписями в поддержку независимости Курдистана. | Повреждённый фрагмент летописи Сардури II. |